# (1661) Granule
(1661) Granule – planetoida z pasa głównego asteroid okrążająca Słońce w ciągu 3 lat i 84 dni w średniej odległości 2,18 au. Została odkryta 31 marca 1916 roku w Landessternwarte Heidelberg-Königstuhl w Heidelbergu przez Maxa Wolfa. Nazwa planetoidy pochodzi od  granul Galla, funkcji limfocytów odkrytej przez Edwarda Galla. Przed nadaniem nazwy planetoida nosiła oznaczenie tymczasowe (1661) A916 FA.